# Пеполи, Джоаккино Наполеоне
Джоакки́но Наполео́не Пе́поли (итал. Gioacchino Napoleone Pepoli, 10 октября 1825, Болонья, Папская область — 26 марта 1881, Болонья, Королевство Италия) — итальянский аристократ, государственный деятель, дипломат, писатель.

## Биография
Джоаккино Наполеоне Пеполи родился в Болонье 10 октября 1825 года. Он был сыном маркиза Гвидо-Таддео Пеполи и принцессы Летиции-Жозефины Мюрат, дочери Неаполитанского короля Иоахима Мюрата и Каролины Бонапарт.
Активный участник движения за объединение Италии. Во время революции 1848 года в Папской области командовал Гражданской гвардией Болоньи и противостоял оккупации города войсками Австрийской империи. После подавления восстания был вынужден эмигрировать. В 1849 — 1852 годах жил в изгнании в Великом герцогстве Тосканском.
В это время увлёкся литературой и написал несколько драм, которые были поставлены ещё при жизни автора. Позднее, вернувшись к политической деятельности, написал ряд сочинений на политические и экономические темы.
В 1859 году принял участие в восстании в Романье, в результате которого регион был присоединён к Королевству Италия. В августе 1859 года в Болонье был избран в депутаты Государственной ассамблеи народов Романьи. С 12 июня по 14 июля 1859 года был членом Временного правительства Романьи.
Также принимал активное участие в политической жизни страны после Рисорджименто. С 1860 по 1868 год был советником коммуны Болонья. С 7 мая 1866 по 20 мая 1868 года был мэром Болоньи, но оставил пост, чтобы вернуться на дипломатическую службу. С 12 февраля 1860 по 1863, с 4 сентября 1865 по 20 сентября 1871 и с 14 августа 1876 по 30 сентября 1880 года занимал пост советника провинции Болонья.
В сентябре – декабре 1860 года служил генеральным комиссаром провинции Умбрия, а в июле – декабре — генеральным комиссаром города Падуя.
С 3 марта 1862 по 8 декабря 1862 года был министром сельского хозяйства, промышленности и торговли в первом правительстве Урбано Раттацци. Избирался в депутаты в VII, VIII, IX и X парламенты Королевства Италии. С 12 марта 1868 года был назначен королём пожизненным сенатором.
На дипломатической службе состоял с 1863 по 1870 год. С 12 февраля 1863 по 13 октября 1864 год был чрезвычайным и полномочным послом Королевства Италия в Российской империи. С 12 марта 1868 по 7 марта 1870 год — чрезвычайным и полномочным послом Королевства Италия в Австро-Венгерской империи.
Имел государственные и иностранные награды: был кавалером Большого креста ордена святых Маврикия и Лазаря, кавалером Большого креста ордена короны Италии, кавалером Большого креста ордена Розы (Бразильская империя), великим офицером ордена Чёрной звезды (Королевство Дагомея), кавалером ордена Почётного легиона (Французская империя). Удостоен памятной медали за участие в объединении Италии.
Джоаккино-Наполеоне Пеполи умер 26 марта 1881 года в Болонье. Он был похоронен в усыпальнице рода Пеполи на монументальном кладбище Чертоза-ди-Болонья.

### Семья
В Зигмарингене 5 декабря 1844 года маркиз Джоаккино-Наполеоне Пеполи женился на принцессе Фридерике-Вильгельмине фон Гогенцоллерн-Зигмаринген (1820 — 1906), дочери князя Карла фон Гогенцоллерн-Зигмарингнена и принцессы Марии Антуанетты Мюрат. У супругов родились три дочери:
- Летиция-Пия Пеполи (1842 — 1902), в 1868 году вышла замуж за графа Антонио Гадди (1842 — 1914)[8];
- Антоньетта Пеполи (1849 — 1887), в 1872 году вышла замуж за графа Карло Таведжи (1836 — 1902)[9];
- Луиза-Наполеона Пеполи (1853 — 1929), в 1872 году вышла замуж за графа Доменикино Гварини-Маттеуччи-ди-Кастельфранко (1848 —1905)[10].

## Труды
Политические:
- Pepoli, Gioacchino Napoleone. Scritti politici ed economici :  [итал.]. — Bologna : Sassi e della Volpe, 1859. — 113 p.

Литературные:
- Pepoli, Gioacchino Napoleone. Elisabetta Sirani, pittrice bolognese :  [итал.]. — Firenze : Libreria teatrale di Angiolo Romei, 1853. — 96 p.

Официальные документы
- Pepoli, Gioacchino Napoleone. Atti ufficiali :  [итал.]. — Firenze : Stamperia Reale, 1861. — 773 p.
- Pepoli, Gioacchino Napoleone. Relazione del ministro di agricoltura, industria e commercio sopra gli istituti tecnici le scuole di arti e mestieri, le scuole di nautica le scuole delle miniere e le scuole agrarie, presentata alla Camera dei Deputati nella tornata del 4 luglio 1862 :  [итал.]. — Torino : Ministero di agricoltura, industria e commercio, 1862. — 992 p.